# 37-й козачий поліційний стрілецький полк
37-й козачий поліційний стрілецький полк — воєнізований підрозділ поліції періоду Другої світової війни, що складався з козаків і німців.

## Історія
Полк сформували у листопаді — грудні 1943 в районі Рівного, імовірно, на основі козачих частин, що були сформовані впродовж 1942-1943 років у підготовчому таборі в Шепетівці. Він складався з трьох батальйонів, що ділились на чотири роти. Одна з них формувалась з німців і три з козаків. З лютого 1944 полк перемістили в район Дубно для боротьби з партизанами і загонами УПА «Північ». 17 березня 1944 Дубно було зайняте військами 1-го Українського фронту. В ході проходження лінії фронту полк був повністю розгромлений і через це 6 квітня 1944 розформований.